# منتخب جنوب إفريقيا لكرة السلة
منتخب جنوب أفريقيا لكرة السلة هو ممثل جنوب أفريقيا الرسمي في المنافسات الدولية في كرة السلة. ينتمي إلى منطقة الاتحاد الأفريقي لكرة السلة. انضم إلى الاتحاد الدولي لكرة السلة في عام 1992.

## البطولات التي شارك فيها
- بطولة أفريقيا لكرة السلة